# 민영 항공사
민영 항공사는 민간이 운영하는 항공사를 뜻하는 단어이다. 국가가 운영하는 항공사가 아닌 민간인 운영 항공사이다.
현재 대한민국에는 민영 항공사로서 대한항공이 대표적이다. 또한 에어 프랑스 역시 프랑스 대통령 소유가 아닌 민간인 소유이므로 에어프랑스도 순수 프랑스 민간인 소유 항공사로서 민영 항공사이다.

## 같이 보기
- 민간항공